# Бжезінка (гміна Бжезьниця)
Бжезінка (пол. Brzezinka) — село в Польщі, у гміні Бжезьниця Вадовицького повіту Малопольського воєводства.
Населення — 419 осіб (2011).

## Демографія
Демографічна структура станом на 31 березня 2011 року:
|          | Загалом | Допрацездатний вік | Працездатний вік | Постпрацездатний вік |
| -------- | ------- | ------------------ | ---------------- | -------------------- |
| Чоловіки | 215     | 50                 | 149              | 16                   |
| Жінки    | 204     | 42                 | 115              | 47                   |
| Разом    | 419     | 92                 | 264              | 63                   |